# Monopsychisme
Le monopsychisme est une thèse selon laquelle l'intellect de tous les hommes est unique et numériquement identique pour tous. Ainsi, l'intellect serait séparé de l'individu, et penserait en lui. Le mot a été inventé par Leibniz et faussement utilisé pour qualifier la psychologie averroïste (d'Averroès).

## Historique
La thèse du monopsychisme a été attribuée à Averroès par Leibniz puis Ernest Renan. Leibniz a créé le mot dans Discours sur la conformité de la foi avec la raison (p. 57). Le spécialiste Alain de Libera soutient que Leibniz attribue à tort cette thèse au philosophe andalou. Il la qualifie de « légende ».
Pour Averroès, « l'intellect est un en nombre dans tous les hommes individuels et n'est ni engendrable ni corruptible, tandis que les intelligibles existant en lui en acte (et c'est l'intellect théorétique) sont multipliés par le nombre des hommes individuels, et engendrables et corruptibles de par la génération et la corruption des individus » (Grand Commentaire du 'De anima', livre III). Siger de Brabant explique : pour Averroès, « l'intellect théorétique est un en tous les hommes selon le récepteur, mais divers selon le reçu » (In III De anima, qu. 9).

## Critique
La thèse monopsychiste a été critiquée par Thomas d'Aquin, principalement dans son traité De l'unité de l'intellect contre les averroïstes. Il met en avant une expérience évidente : Manifestum est quod hic homo singularis intelligit. « C'est un fait d'expérience que chaque homme pense pour son propre compte » (IV, 83). Pour lui, Averroès ne comprend pas Aristote sur ce point, puisque ce dernier considère l'intellect comme une partie de l'âme, unie au corps à titre de forme. L'intellect ne peut donc pas être séparé du corps.
Le monopsychisme a été condamné par Étienne Tempier en 1270, parmi 13 thèses aristotélico-averroïstes, et en 1277, parmi 219 thèses : no 7, 13, 14, 27, 32, 97, 111, 117, 118, 119, 121, 187. Si l'intellect de tous les hommes est unique et numériquement identique pour tous, l'homme, en tant qu'individu, n'a pas à attendre des rétributions ou à craindre des sanctions dans une vie future pour les actions qu'il aura commises ici-bas. De plus, le monopsychisme soutient que l'âme d'un individu humain n'est qu'une simple forme matérielle qui ne survit pas à la disparition du corps. Deux hérésies pour l'Église catholique.

### Sources primaires
- Averroès, Grand Commentaire du 'De anima' livre III) (1186) : Averroès, L'intelligence et la pensée. Grand commentaire du 'De Anima' livre III (429a10-435b25), trad. du latin Alain de Libera, Garnier-Flammarion, 1998, 415 p.
- Siger de Brabant, Quaestiones in Tertium De anima (1269-1270), édi. par B. Bazan, Louvain et Paris, 1972.
- Thomas d'Aquin, L'unité de l'intellect contre les averroïstes (1270), trad. Alain de Libera, Garnier-Flammarion, 1994.
- La Condamnation parisienne de 1277 (Étienne Tempier : version 1 le 10.12.1270 avec 13 articles ; version 2 en 1277 avec 220 articles), trad. David Piché, 1999, 351 p.

### Études
- Alain de Libera, Averroès et l'averroïsme, PUF, coll. « Que sais-je ? », 1991, p. 78 sq.
- Alain de Libera, La Philosophie médiévale, PUF, 1993, p. 170-181.
- Z. Kuksewicz, De Siger de Brabant à Jacques de Plaisance. La théorie de l'intellect chez les averroïstes latins des XIIIe et XIVe siècles, Varsovie, 1968.
- Jean-François Mattéi, « Averroès ou l'Intelligence », dans Averroès et Aristote, L'Intelligence et la pensée : Grand Commentaire sur le livre III du De anima d'Aristote, suivi de De l'âme, Paris, Flammarion/Le Monde de la philosophie, 2008 (ISBN 2081218178), p. VII-XXIII.